# Pán a paní Denisovi
Pán a paní Denisovi (ve francouzském originále Monsieur et Madame Denis) je opéra comique o jednom dějství francouzského skladatele Jacquese Offenbacha na libreto Laurencina (vl. jm. Paul-Aimé Chapelle) a Michela Delaporta. Premiéra se konala 11. ledna 1862 v pařížském divadle Théâtre des Bouffes-Parisiens.

## Vznik
Jacques Offenbach po obrovském úspěchu svého prvního rozměrnějšího díla Orfea v podsvětí (1858) věnoval značnou část energie celovečerním operám (Genovefa z Brabantu 1859, Barkouf 1860, Most vzdechů 1861, Komický román 1861, Cesta pánů Dunananových, otce a syna 1862, Rýnské rusalky 1864), s velmi kolísavým úspěchem, avšak současně pokračoval v komponování drobnějších jednoaktových operet. Teprve po triumfu Krásné Heleny (1864) tento typ děl v jeho tvorbě ustupuje o pozadí. Jednou z nich je opéra comique Pán a paní Denisovi, jejíž premiéra se konala 11. ledna 1862. Přitom jde o poslední dílo, které mělo premiéru v divadle Bouffes-Parisiens v době, kdy byl jeho ředitelem sám Offenbach. Ten se vedení divadla vzdal z důvodu neudržitelné finanční situace a 5. února jej v pozici ředitele Bouffes-Parisiens nahradil dosavadní první kapelník a příležitostný skladatel Auguste Varney.
Pán a paní Denisovi byli uvedeni měsíc po premiéře tříaktového Komického románu, jednoho z vůbec nejméně úspěšných děl Offenbachovy kariéry, který musel být stažen z programu po 26. reprízách dne 7. ledna. Pán a paní Denisovi, jakožto pouhá aktovka, nebyli plnocennou náhradou, ale divácký ohlas byl velmi příznivý. Při premiéře si obecenstvo vynutilo opakování již u předehry a pak u několika dalších čísel. I kritika je přivítala. Podle Julese Lovyho, recenzenta hudebního týdeníku Le Ménéstrel, se jedná o „hubeňoučkou komedii bufózního žánru, ale bez velkých výstředností a groteskních slov, drobná partitura plná vervy a svěžesti, úspěch pro diváky všech povah.“ Lovy jí dával přednost před příliš groteskním humorem Komického románu a nebyl jediný, kdo ji považoval za pandán k Fotuniově písni, nejúspěšnější a kriticky nejoceňovanější Offenbachově aktovce z minulých let.

## Charakteristika

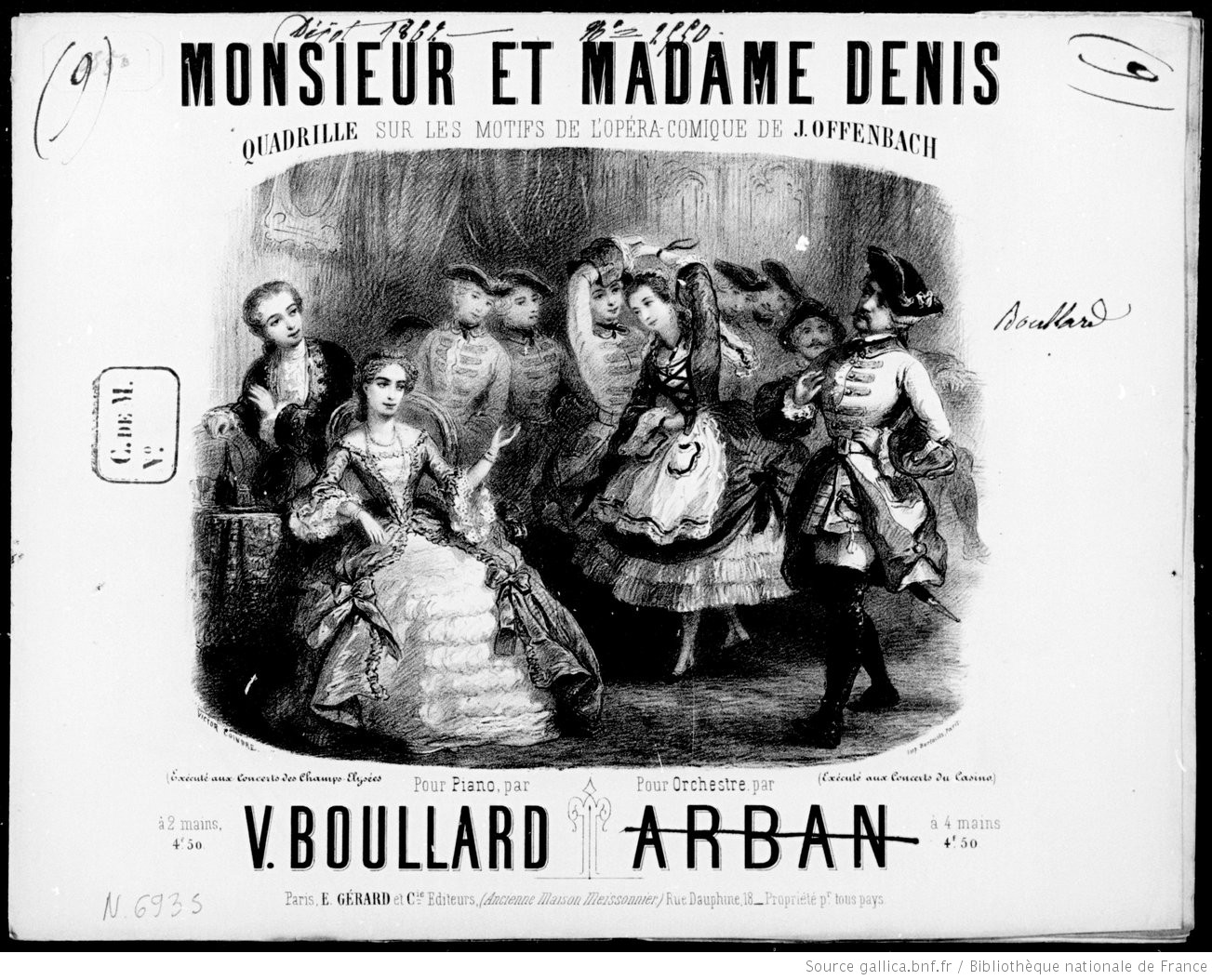
Scéna z Pána a paní Denisových, rytina Victora Coindra

Název jednoaktovky Pán a paní Denisovi odkazuje na název známé písně francouzského písničkáře a vaudevillisty Marca-Antoina-Madeleine Désaugierse (1772–1827) z roku 1807 (Désaugiersova jsou jen slova, melodie je starší), jejímž obsahem je vzpomínání dvou starých manželů z poloviny 18. století na dobu, kdy se poznali. Samotný děj opery se o obsah písně neopírá, její protagonisté – skuteční manželé Denisovi – se na scéně vůbec neobjeví (podobně jako například Pepito, Signor Fagotto, Vert-Vert nebo Trebizondská princezna). Časově je zasazen do doby, kdy se má odehrávat text písně, tedy do poloviny 18. století, což je doba, ke které se Offenbach ve svých dílech rád vracel. Děj ve stylu italské opery buffy je dosti prostý a banální, bez velkých dramatických zvratů, a spíše poskytuje prostor pro charakterizaci postav – zejména důvtipné služebné Nanette a chvástavého vojáka Bellerosa.
Opera obsahuje předehru a devět hudebních čísel. Z nich byly nejvíce oceňovány samotná předehra, jež zpracovává téma staré písně o panu a paní Denisových, dále první kvartet (č. 4), sbor vojáků (č. 5) a především pak ciaccona (č. 7 chaconne, fakticky valčík), kterou zpívá Lucille. Ta zpopulárněla jako samostatná píseň i jako účinná vložka do jiných děl. I když se jedná o neambiciózní dílo, český Offenbachův životopisec Miroslav Šulc přiznává partituře Pána a paní Denisových „elegantní hravost“.
Pán a paní Denisovi patří k „ušlechtilejší“ větvi Offenbachovy tvorby, reprezentující jemný humor tradiční opéry comique spíše než parodii a grotesku spojenou se žánrem opéra bouffe, což dobová kritika a část obecenstva (například ve střední Evropě) vítaly. Již počátkem 20. století však hudební věda lépe oceňovala „vyšší nesmysl“ Offenbachových buff a Pána a paní Denisovy považovala za „nedodělek“ – tak píše Paul Riesenfeld roku 1915 v časopise Signale für die musikalische Welt v příležitosti nového nastudování ve Vratislavi. V té době už v důsledku změny vkusu narážela na nepochopení skutečnost, že hlavní hrdina Gaston a vojáci jsou ženské role.

## Inscenační historie
Jako jiná Offenbachova díla byli i Pán a paní Denisovi po Paříži záhy hráni v provinčních a zahraničních francouzskojazyčných divadlech. Na některá místa je přivezlo divadlo Bouffes-Parisiens v rámci hostování; tak například 19. července 1862 jimi zahájilo svůj zájezd do Bruselu, kde hrálo v Théâtre du Parc.

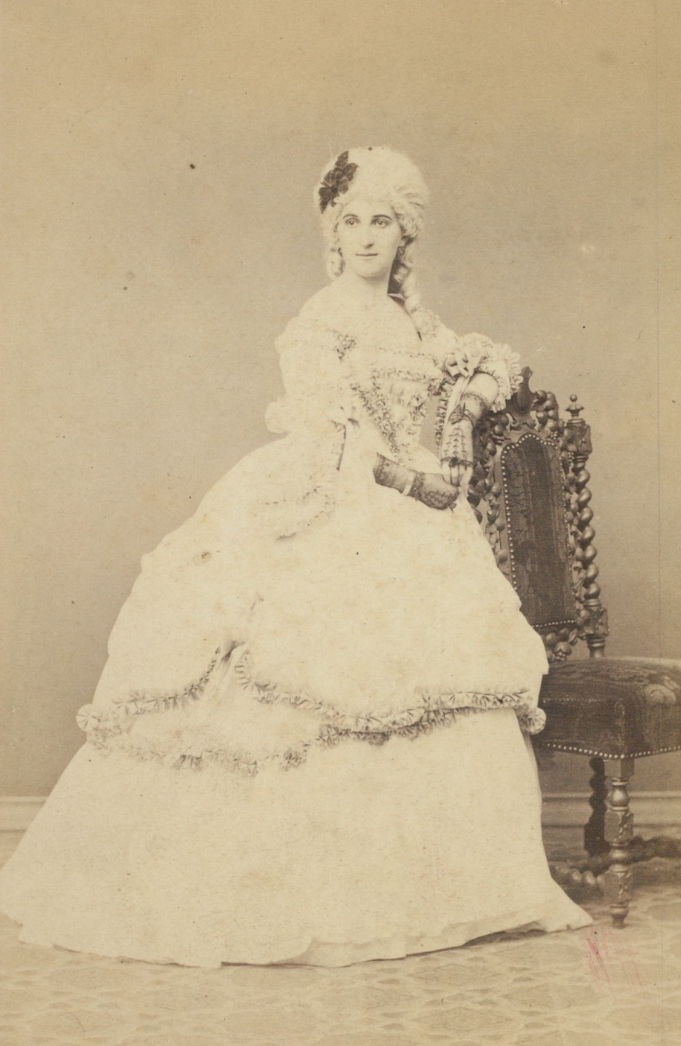
Anna Marková v kostýmu z 18. století, první představitelka Lucile z Pána a paní Denisových ve Vídni

Již zprávy z pařížské premiéry v německém tisku předvídaly úspěch Pána a paní Denisových na německých jevištích, srovnatelný s úspěchem Fortuniovy písně. První německojazyčné uvedení zajistil, stejně jako u většiny dalších raných Offenbachových děl, vídeňský herec a divadelní podnikatel Karl Treumann ve vlastním divadle, které otevřel roku 1861; říkalo se mu Divadlo na nábřeží Františka Josefa (Theater auf dem Franz-Josefs-Kai) nebo prostě Treumannovo divadlo. Premiéra se konala 31. března 1862 v překladu G. Ernsta (pseudonym Ferdinanda Gumberta) pod názvem Herr und Frau Denis (některá divadla později používala francouzštější Herr und Madame Denis). Vídeňské obecenstvo ji přijalo s nadšením, zejména mladou zpěvačku Annu Markovou v úloze Lucilly, a podle zpráv pokaždé vyžadovalo opakování tolika čísel, že se opereta hrála fakticky dvakrát, a broukalo si melodie spolu se zpěváky. I kritické přijetí bylo nadšené, například časopis Blätter für Musik, Theater und Kunst chválil hudbu Pána a paní Denisových za to, že je prosta všech frivolit a že „člověk ji poslouchá nejen s potěšením, protože je lehká a humoristická, ale současně s uměleckým zájmem, neboť je krásná, napsaná s duchaplností a grácií. Partitura této operety je snad to nejlepší, co Offenbach napsal.“ V červnu téhož roku mohli vídeňští diváci porovnat tuto verzi s autentickou pařížskou verzí, neboť v té době Treumann ve svém divadle hostil zájezd Bouffes-Parisiens. Pán a paní Denisovi byli nejhranějším kusem sezóny a s celkem 54 reprízami se stali – po rovněž Offenbachově Fortuniově písni – druhým nejhranějším kusem v krátké historii Treumannova divadla.
Následovala uvedení v dalších německých divadlech, například Hamburk 22. května 1862, Sibiň červen 1862, Berlín (Friedrich-Wilhelmstädtisches Theater) 22. června 1862, Vratislav říjen 1862, Štýrský Hradec 10. prosince 1862, Linec 23. května 1863, Klagenfurt 23. prosince 1863, Innsbruck 8. listopadu 1864, Lublaň 21. října 1865. I ve Vídni ji postupně převzala jiná divadla: Divadlo u Korutanské brány 10. ledna 1870 (na dobročinném představení a jako poslední premiéra před jeho zbořením), netypicky Dvorní opera 1. ledna 1881 (možná na uctění památky nedávno zesnulého skladatele), Raimundtheater roku 1881, Ronacher roku 1883, Divadlo na Vídeňce roku 1904. Přirozeně se hrála i amatérsky: tisk přinesl zprávy například o dobročinném představení pořádaném šlechtou roku 1897 ve vídeňském salonu tehdejšího ministerského předsedy hraběte Kazimira Badeniho.
Na rozdíl od většiny Offenbachových operet, které se v Uhersku hrály nejprve v němčině, uvedlo Pána a paní Denisovy hned v maďarštině Lidové divadlo (Nemzeti Színház) v Pešti. Stalo se tak 7. srpna 1862 pod názvem Denis úr és neje v překladu Kálmána Szerdahelyiho. Až 5. února 1863 následovalo v němčině Městské divadlo v Budíně. Tato opereta se v Maďarsku v 19. století nerozšířila, hrála se však ojediněle v novější době – roku 1979 ji uvedlo Operetní divadlo v Budapešti pod novým názvem Szökött szerelmesek (přel. Klára Huszárová, hudbu upravil János Gyulai Gaál).

První polské představení se konalo ve Varšavě roku 1865 v překladu Leopolda Matuszyńského. Roku 1871 se hráli též v Krakově pod názvem Państwo Denis. Téhož roku byli Pán a paní Denisovi poprvé hráni v chorvatštině v Záhřebu. Ve slovenštině uvedlo Pána a paní Denisovy poprvé Státní divadlo Košice 28. září 1984.
V Dánsku se Pán a paní Denisovi, v překladu Benjamina Johana Feddersena pod názvem Hr. og Fru Denis, hráli od 28. srpna 1862 v kodaňském divadle Casino; dosáhli jen sedmi představení. Ve Švédsku je uvedlo poprvé stockholmské Södra Teatern 23. ledna 1875 v překladu Ernsta Wallmarka jako Herr och fru Denis. 15. října 1884 měla tato opereta premiéru též v Helsinkách.
V anglicky mluvících zemích se tato aktovka neprosadila. Pokud jde o Velkou Británii, hrála se v londýnské Oxford Music Hall od 10. dubna 1867 jen silně redukovaná verze. I do Spojených států ji přivezli až němečtí přistěhovalci a v němčině měla také newyorskou premiéru v divadle Terrace-Garten 16. července 1873; hvězdou inscenace byla Louise Lichtenayová jako Nanette.
Ve Španělsku inscenovalo Pána a paní Denisovy poprvé 13. března 1871 madridské Teatro de la Zarzuela pod názvem Jóvenes y Viejos. Překladatel Ramón de Navarrete y Landa přenesl děj do Madridu za vlády Karla III. Hráli Asunción Velasco, Dolores Cortés, Víctor Loítia a Dolores Franco. Portugalská premiéra se konala až roku 1948 v lisabonském Teatro Nacional de São Carlos. Práva k této operetě pro Itálii koupilo roku 1874 od nakladatelství Gérard et Cie italské nakladatelství Sonzogno, ale o soudobých inscenacích nejsou zprávy. Pod názvem Il Signore e la Signora Denis ji však nastudoval dirigent Peter Maag a provedl 14. května 1981 v turínském Auditorio della RAI.
Ve 20. století se Pán a paní Denisovi hráli především v německy mluvícím prostoru (s přestávkou nacistické diktatury). V moderní době jsou inscenováni jen sporadicky. Lze zmínit Festival Jacquese Offenbacha v Bad Ems, kde byli uvedeni roku 1993 a 1996 scénicky a 2002 koncertně; inscenaci z roku 2012 v pařížském Petit Théâtre de Naples v podání souboru Les Délassements Lyriques; nebo inscenaci v Domě pro hudbu a hudební divadlo (MUMUTH) ve Štýrském Hradci roku 2015. Roku 2019 ji uvedla Chicago Summer Opera.

### České země

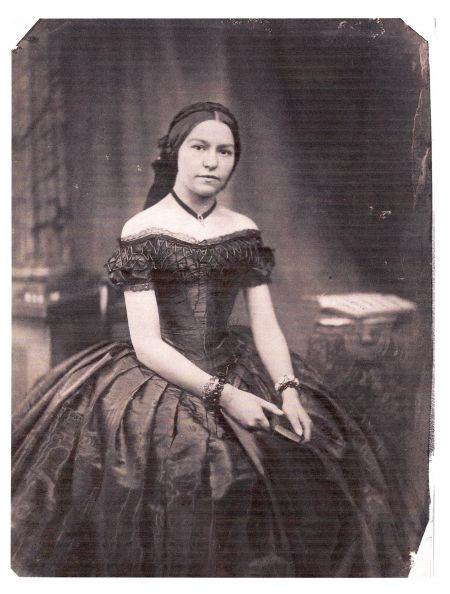
Eleonora z Ehrenbergů, první pražská Lucile z Pána a paní Denisových

V českých zemích uvedlo Pána a paní Denisovy poprvé v německé vídeňské verzi městské divadlo v Brně, a to 30. srpna 1862. Publikum přijalo tuto aktovku velmi vřele a recenzent listu Brünner Zeitung napsal, že tato opereta „má ten prchavý pěnivý charakter, jaký je hudebním dílům tohoto německého skladatele francouzské hudby vlastní. Je to lehká, žertovná hra s vlnami tónů na hladině oceánu hudby, do něhož se skladatelův duch tu a tam, ne však příliš hluboko potápí, aby z něj vylovil nové melodické perly.“
29. listopadu téhož roku pak Pána a paní Denisovy v němčině uvedlo i pražské zemské divadlo; milenecký pár hrály brzké opory českého Prozatímního divadla Eleonora Ehrenbergová a Terezie Boschettiová. Obecenstvo ocenilo řadu komických situací, avšak kritika žehrala na nedostatek originality Offenbachovy hudby v porovnání s jinými jeho operetami známými na tomto jevišti. Připojila se i další německá divadla v českých zemích, například 28. listopadu 1863 poprvé městské divadlo v Olomouci, v první polovině roku 1864 Městské divadlo v Opavě, 17. února 1866 poprvé znojemské městské divadlo. Stavovské divadlo a po něm Nové německé divadlo v Praze ji nastudovaly ještě v letech 1872 a 1888, brněnské divadlo roku 1884.
V češtině provedlo tuto operu poprvé Prozatímní divadlo v Praze 15. ledna 1868, a to v překladu J. Bučinského pod názvem Monsieur a Madame Denis. Kritické přijetí bylo vlažné. Jan Neruda v Národních listech se dohadoval, že v Pánu a paní Denisových „scházel přece někdo, kdo by byl celému živosti a svěžesti dodal, scházel zkrátka onen žertovný šašek, jehož Offenbachovi je především třeba‟. O hudbě se domníval, že „nemá zvláště vynikajících čísel sólových, ani obligátní pijácká píseň nevábí; v dvojzpěvu a sboru je zato ledacos dobrého, poslední se také precisním svým provedením líbil‟. Květy soudily, že tato opereta „nerozehřeje ani hudbou, ani dějem“. Již o premiéře nebyl sál plně obsazen a diváky opereta nezaujala: po jediné repríze byla stažena z repertoáru. K operetě se vrátilo Národní divadlo na jaře roku 1896, a to na čtyři představení ve stejném překladu, ale pod názvem Paní a pan Denis. Nové nastudování odmítl odborný časopis Dalibor: „Bylo-li na omluvu toho, proč v lednu uvedena byla na scénu „Reservistka“, – tu a tam řečeno, že se musela v masopustě učiniti jisté části našeho obecenstva koncese – pak není pro provedení Offenbachovy trivialní operety teď omluvy nižádné. Už je po karnevalu a není přece ještě takové parno, aby se drahocenným pánům labužníkům mezi navštěvovateli našeho divadla, prahnoucím po lehčí stravě, nechtělo do plodů vážné produkce básnické a hudební.“ Tvrdé výtky Offenbachově hudbě a zejména jeho uvádění v Národním divadle směřoval v té době i recenzent Národních listů. Rovněž katolický časopis Vlasť protestoval proti uvádění židovských autorů v Národním divadle obecně a konkrétně Offenbacha, „jemuž nebylo nic posvátno, jenž pro osobní svůj prospěch, dovedl si šašky tropiti ze všeho“. Z plánovaného uvedení v Městském divadle v Plzni roku 1905 sešlo.
Tato opereta se hrála v českých divadlech sporadicky ještě ve 30. letech 20. století (1930 Plzeň, 1934 Praha) a vysílala se i rozhlasem (1928, 1949 – pod titulem Naneta se nedá). Roku 1987 vysílalo Pána a paní Denisovy ostravské studio Československé televize v rámci cyklu Vladimír Brázda vás zve….

## Osoby a první obsazení

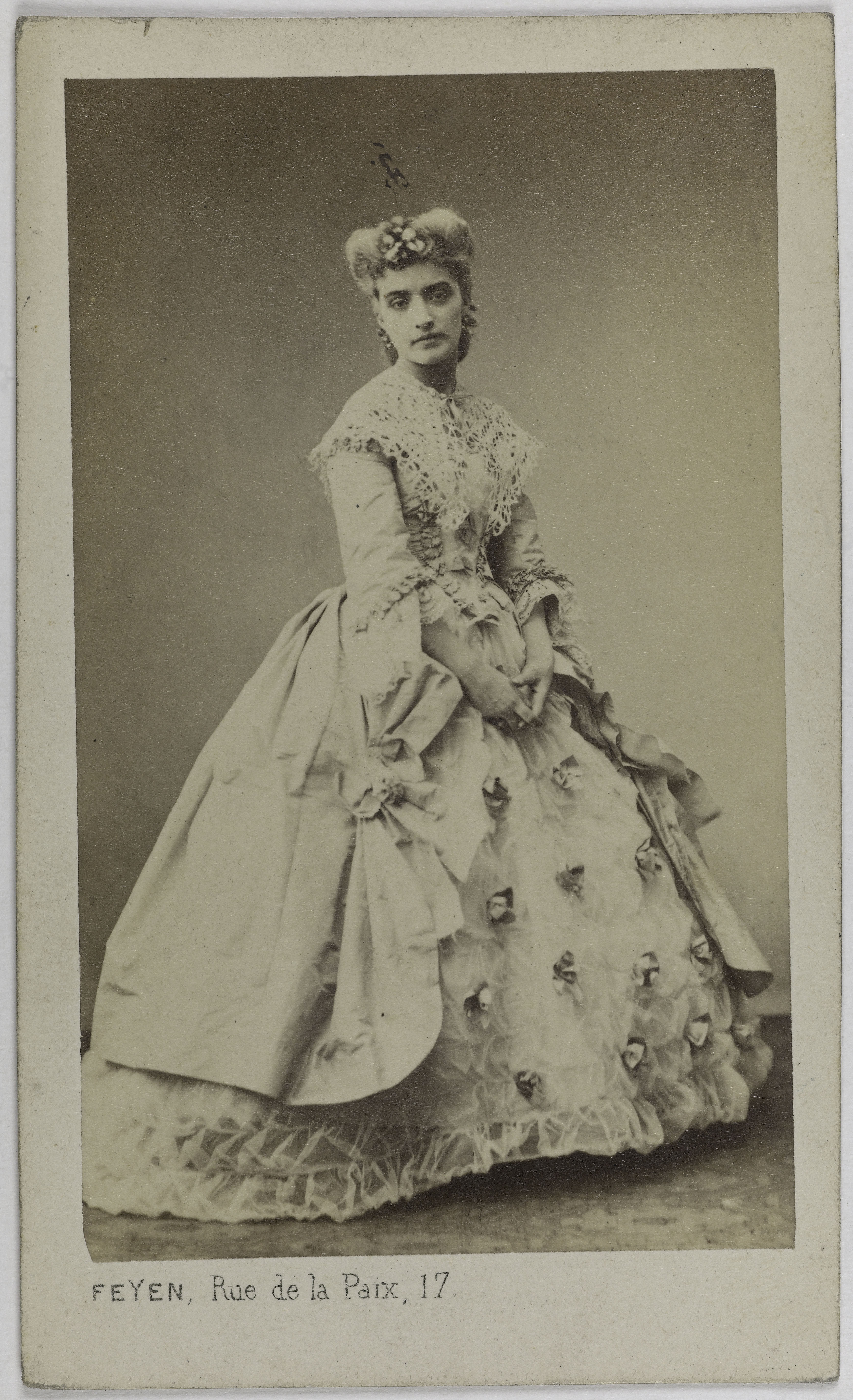
Julia Zoé Pfotzer, první Lucile v Pánovi a paní Denisových

| osoba                         | hlasový obor                                     | světová premiéra (11.1.1862) | vídeňská premiéra (31.3.1862) | česká premiéra (30.8.1862) | premiéra v češtině (15.1.1868) |
| ----------------------------- | ------------------------------------------------ | ---------------------------- | ----------------------------- | -------------------------- | ------------------------------ |
| Gaston, schovanec pana Denise | mezzosoprán-dugazon nebo jeune chanteuse (tenor) | Juliette Darcier             | Helene Weinberger             | Mathilde Perechon          | Eva (Sáková-)Maislerová        |
| Lucile, neteř pana Denise     | soprán – 1. chanteuse légère                     | Julie Zoë Pfotzer            | Anna Marek                    | Caroline Kropp             | Terezie Rückaufová             |
| Bellerose, seržant            | komický tenor-couderc (vysoký baryton)           | Pierre-Armand Potel          | Carl Treumann                 | Julius Gutenthal           | Vojtěch Šebesta                |
| Nanette, služebná             | soprán-dugazon                                   | Simon                        | Anna Grobecker                | Leopoldine Benisch         | Marie Pisařovicová             |
| Brindamour, voják             | soprán (tenor)                                   | Taffanel                     | Schwöder                      | …                          | Mathilda Buřínská              |
| Jolicœur, voják               | …                                                | Mathéa                       | Kaler                         | …                          | Josefina Nedělová              |
| La Valeur, voják              | …                                                | Lecuyer                      | Grobé                         | …                          | –                              |
| La Ramée, voják               | …                                                | Paréni                       | Demmer                        | …                          | Josef Čapek                    |
| Čtyři další vojáci            |                                                  |                              |                               |                            |                                |
| Dirigent:                     | Dirigent:                                        | Jacques Offenbach            | Franz von Suppé               | …                          | Adolf Čech                     |

## Děj opery

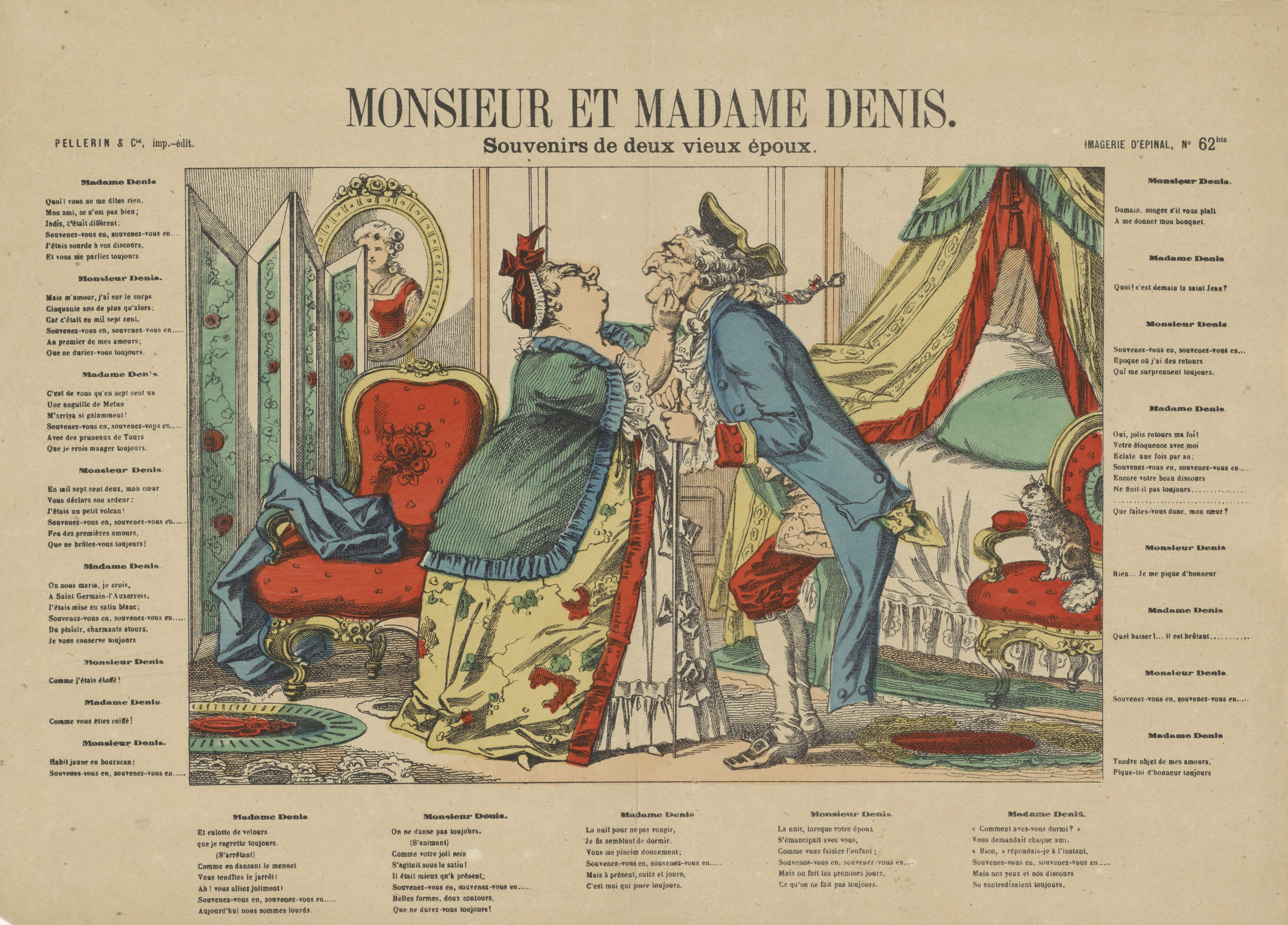
Pán a paní Denisovi, litografie z počátku 19. století

(Paříž kolem roku 1750, salon v domě pana a paní Denisových) Služebná Nanette dokončuje přípravu domu na návrat pana a paní Denisových z letního bytu v Saint-Germain. Denisovi již oslavili zlatou svatbu, ale stále jsou příkladem manželské lásky. Nanette melancholicky přemítá, že i ona jednou zestárne (č. 1 Nanettin kuplet Hélas! un jour à mon tour la vieillesse). Místo Denisových však zazvoní mladý pár – jejich schovanec Gaston a jejich neteř Lucile. Gaston unesl Lucile z penzionátu Oba přijeli přemluvit dobrotivé příbuzné, aby se za jejich lásku přimluvili u dívčiných rodičů. Lucle dosud nemůže uvěřit, že se odvážila s Gastonem uprchnout, a má strach, ale Gaston ji uklidňuje (č. 2 duet Lucile a Gastona Partir seule avec moi).
Jenže se objeví vojáci, kteří jsou únosci na stopě. Nanette duchapřítomně převleče milence do šatů pana a paní Denisových a mají představovat staroušky A už vstupuje velitel vojáků Bellerose (č. 3 Bellerosův kuplet Vous voyez en moi Bellerose). Provádí domovní prohlídku. Falešní manželé Denisovi podřimují u krbu, pak je hluk probudí, předstírají nedoslýchavost, vzpomínají na mládí, a když jim Bellerose konečně vysvětlí důvod své přítomnosti, rozzlobí se a vykazují ho z domu (č. 4 kvartet Grand Dieu! les voici réveillés). Bellerose odchází, ale jen pro posily, protože přestrojení prohlédl. Nanette pomáhá Gastonovi a Lucile k útěku zadními dveřmi. Nejprve však naaranžují figuríny, které mají pro pohled oknem zastupovat starý pár. Brzy poté se tiše přikrádá Bellerose s vojáky. Když se chtějí podvodníků zmocnit, zjistí, že byli napáleni (č. 5 ansámbl Marchons, marchons ensemble).
Jenže Nanettino pošklebování je předčasné – Belerose neopomenul rozmístit kolem domu hlídky a jedna z nich Gastona a Lucile chytila a přivádí je zpět. Bellerose je chce odvést na strážnici, ale Nanette ho uprosí, aby nechal uprchlíky před uvězněním alespoň trochu občerstvit. A když už jsou u občerstvování, nalévá Bellerosovi a jeho vojákům velmi silné víno z páně Denisova sklepa. Navíc je nutí k opakovaným přípitkům, které nelze odmítnout – na krále, na královnu, na jejich velitele… (č. 6 ansámbl a pijácký kuplet Versez et buvons à plein verre). Aby jim k pití dodala náladu, zpívá Lucile na Nanettino ponoukání chaconnu (č. 7 chacone Dansons la chaconne). Brzy jsou vojáci úplně namol. Nanette, Lucile a Gaston je sváží a Bellerosovi vytáhnou z kapsy klíč od vstupních dveří. Bellerose si toho ani nevšimne a z polospánku zanotuje popěvek o patrole (č. 8 Bellerosovo rondo o patrole C'est la ronde qui partout veille).
Když se vojáci proberou, je již pozdě. Jsou pevně svázáni a Nanete jim hrozí, že zavře dům a nechá je tam bez pomoci až do letnic. S takovou vyhlídkou vojáci nakonec slibují, že mladý pár nechají na svobodě, jen když budou osvobozeni. Gaston, Nanette a Lucile je tedy rozváží, všichni se smíří a navíc zvuk kočáru ohlašuje příjezd skutečného pana a paní Denisových, v nichž budou mít Gaston a Lucile spolehlivé přímluvce (č. 9 finále En liberté je vais vous mettre).

## Instrumentace
Dvě flétny (2. též pikola), hoboj, dva klarinety, fagot; dva lesní rohy, dvě trubky, pozoun; tympány, bicí souprava; smyčcové nástroje (housle, violy, violoncella, kontrabasy).

## Nahrávky
- 1950 (nahrávka Frankfurtského rozhlasu, CD 2011 Cantus Classics CACD 5.01383 F) Zpívaji: (Lucille) Bettina Brucker, (Gaston) Franz Fehringer, (Nanette) Maria Madlen Madsen, (Bellerose) Willy Hofmann. Sbor a Orchester des Frankfurter Rundfunks řídí Kurt Schröder (v němčině)
- 1981 (dosud nevydaná nahrávka RAI) Zpívají: Ottavio Garaventa, Maria-Rosa Nazario, Alessandra Rossi, Barry Anderson, Franca Fabbri, Maria-Grazia Piolatto. Symfonický orchestr RAI de Torino řídí Peter Maag.

Vedle toho existují samostatné nahrávky předehry (Antonio de Almeida, Bruno Weill, Howard Griffiths, Darrell Ang), jakož i chaconny (dir. David Parry, zpívá Laura Claycomb) a ronda.